# Tabanan
Tabanan ist die Hauptstadt des Regierungsbezirks Tabanan in der Provinz Bali, Indonesien. Die Stadt in der Regierungsform eines Kecamatan ist mit den Nachbarorten fast verwachsen.
Der Kecamatan an sich ist schmal (maximal 3,5 km breit), langgezogen und reicht bis ins Innere der Insel Bali. Als Nachbarn hat er im Südwesten den Kecamatan Kerambitan, im Nordwesten Penebel, im Nordosten Marga und im Südosten Kediri. Die Balisee bildet im Süden eine natürliche Grenze.
Die Stadt ist ein Verwaltungs- und Handelsmittelpunkt und Standort des Subak Museums, da Tabanan die Reiskammer Balis ist.

## Verwaltungsgliederung
| Kode          | Dorf         | Fläche (km²) Ende 2021 | Einwohner Census 2010 | Einwohner Census 2020 | Einwohner Ende 2021 | Dichte Einw. pro km² |
| ------------- | ------------ | ---------------------- | --------------------- | --------------------- | ------------------- | -------------------- |
| 51.02.05.2001 | Sudimara     | 6,95                   | 6.151                 | 6.449                 | 6.667               | 959,28               |
| 51.02.05.2002 | Gubug        | 3,74                   | 5.274                 | 5.565                 | 5.184               | 1.386,10             |
| 51.02.05.2003 | Bongan       | 5,44                   | 6.634                 | 8.060                 | 7.719               | 1.418,93             |
| 51.02.05.2004 | Delod Peken  | 2,24                   | 11.577                | 10.854                | 10.805              | 4.823,66             |
| 51.02.05.2005 | Dauh Peken   | 3,34                   | 12.392                | 14.516                | 13.140              | 3.934,13             |
| 51.02.05.2006 | Dajan Peken  | 2,23                   | 9.892                 | 9.535                 | 9.524               | 4.270,85             |
| 51.02.05.2007 | Denbantas    | 4,31                   | 5.512                 | 7.013                 | 6.698               | 1.554,06             |
| 51.02.05.2008 | Subamia      | 2,41                   | 2.162                 | 2.197                 | 2.174               | 902,07               |
| 51.02.05.2009 | Wanasari     | 4,51                   | 2.300                 | 2.607                 | 2.540               | 563,19               |
| 51.02.05.2010 | Tunjuk       | 4,86                   | 4.226                 | 4.767                 | 4.877               | 1.003,50             |
| 51.02.05.2011 | Buahan       | 2,17                   | 2.378                 | 2.404                 | 2.561               | 1.180,18             |
| 51.02.05.2012 | Sedandan     | 2,21                   | 2.028                 | 2.268                 | 2.294               | 1.038,01             |
| 51.02.05      | Kec. Tabanan | 44,41                  | 70.526                | 76.235                | 74.183              | 1.670,41             |
Ergebnisse aus Zählung bzw. Fortschreibung

## Bevölkerung

### Bevölkerungsentwicklung der letzten drei Halbjahre
| Datum      | Fläche (km²) | Einwohner | männlich | weiblich | Dichte (Einw./km²) | Sex Ratio (m*100/w) |
| ---------- | ------------ | --------- | -------- | -------- | ------------------ | ------------------- |
| 31.12.2020 | 44,43        | 72.717    | 36.426   | 36.291   | 1.636,7            | 100,4               |
| 30.06.2021 | 44,43        | 71.644    | 35.988   | 35.656   | 1.612,5            | 100,9               |
| 31.12.2021 | 44,00        | 74.183    | 37.096   | 37.087   | 1.686,0            | 100,0               |
Fortschreibungsergebnisse

## Galerie

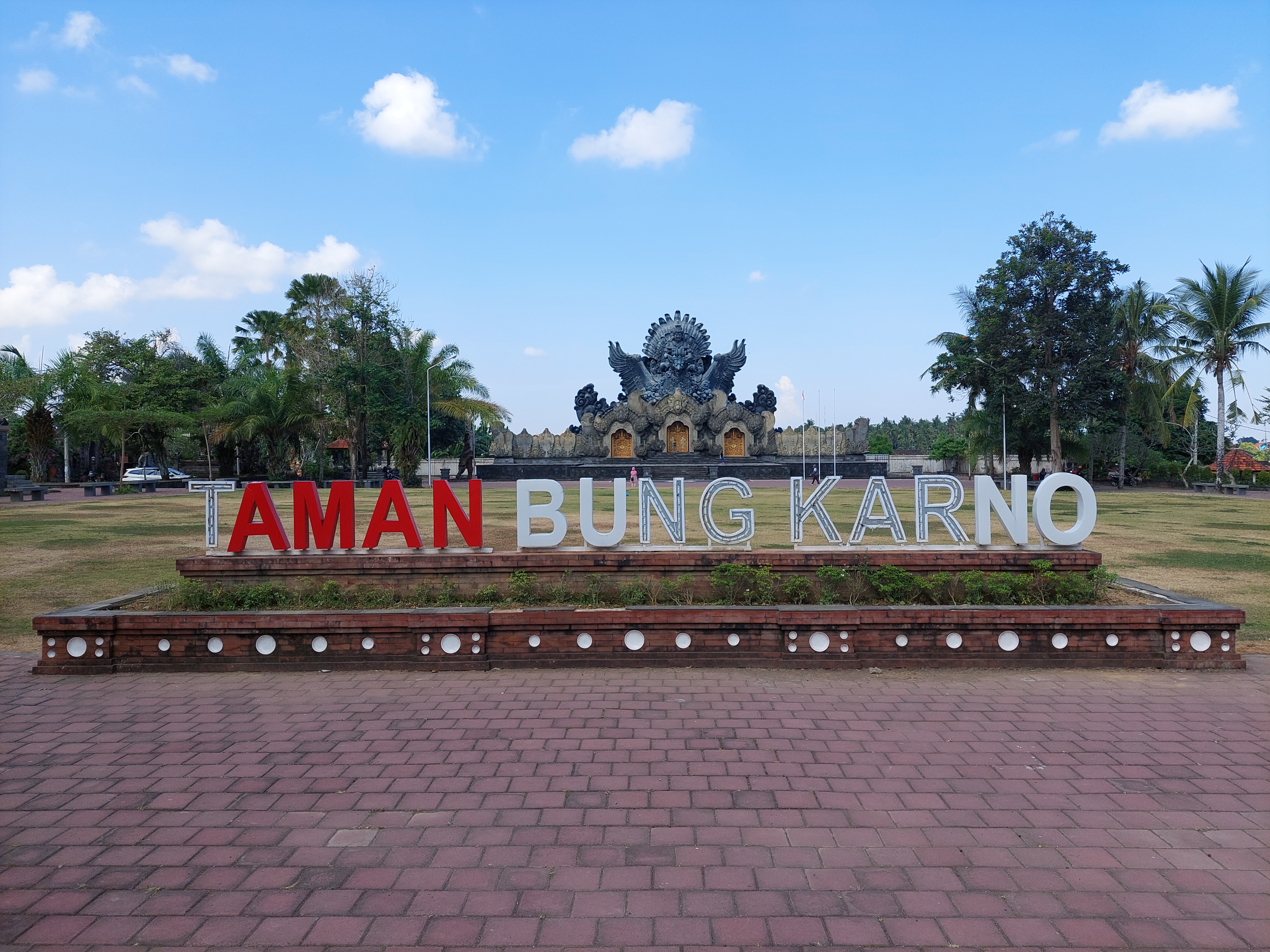
Bung Karno Park
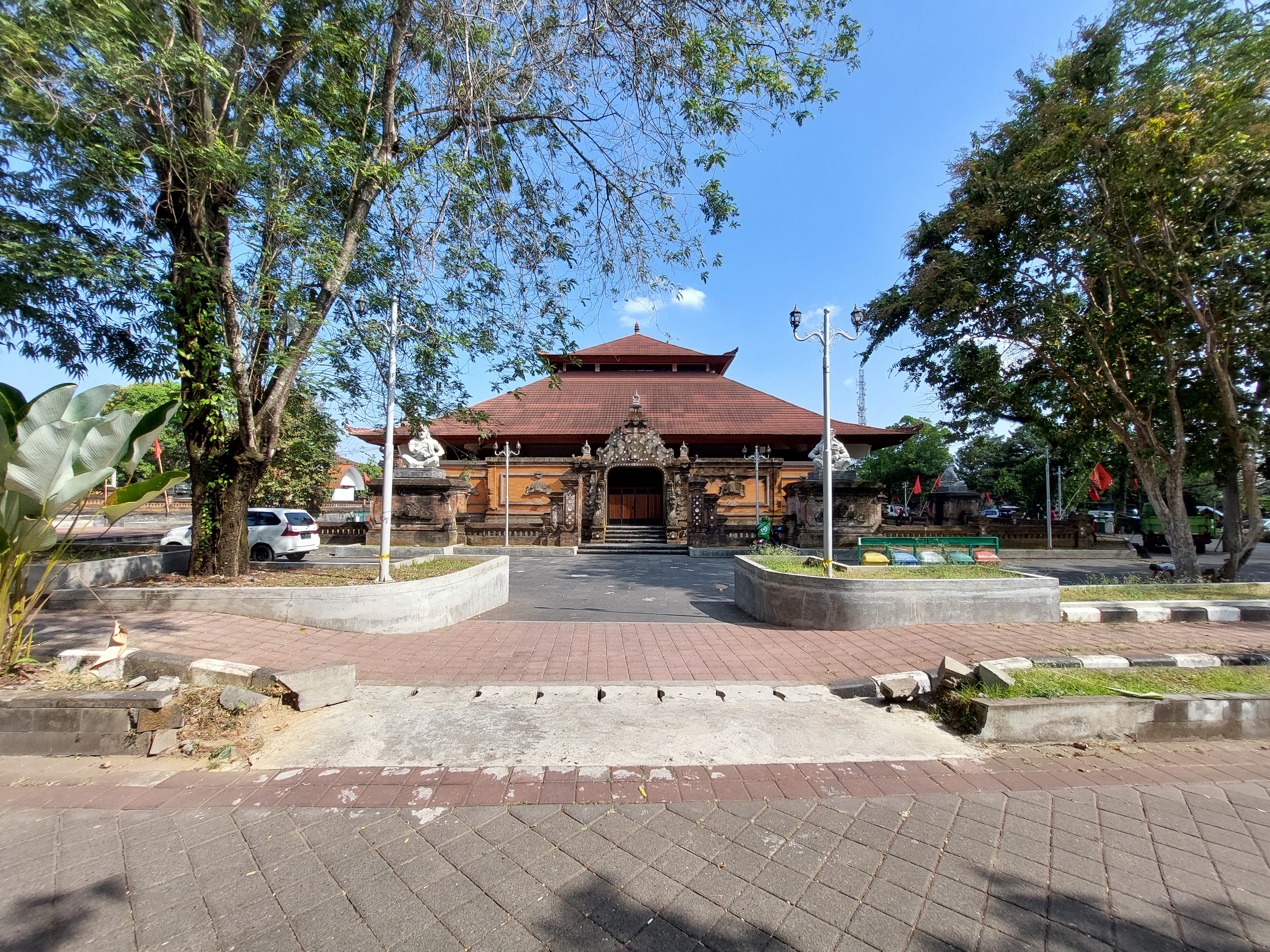
Kulturzentrum
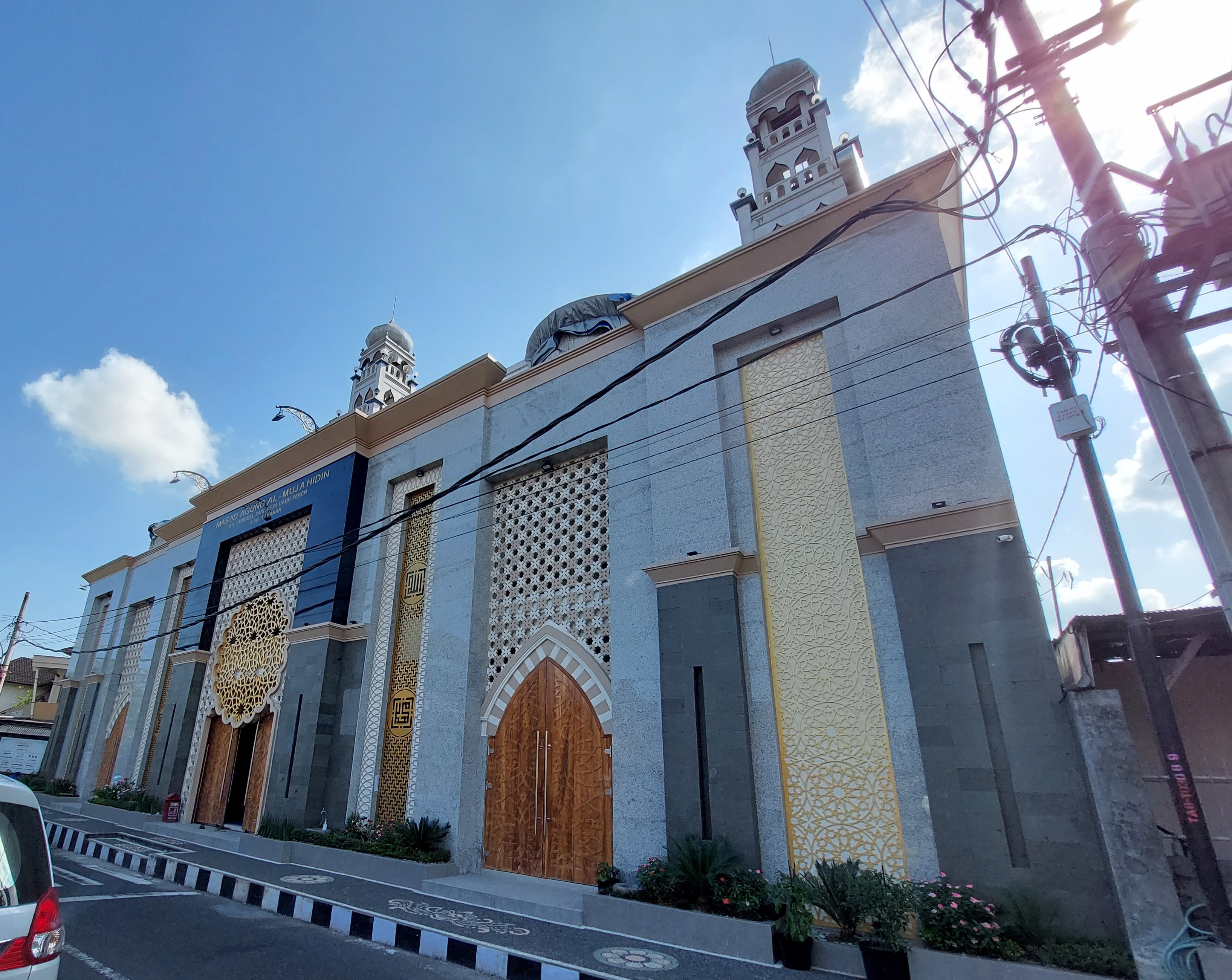
Große Moschee
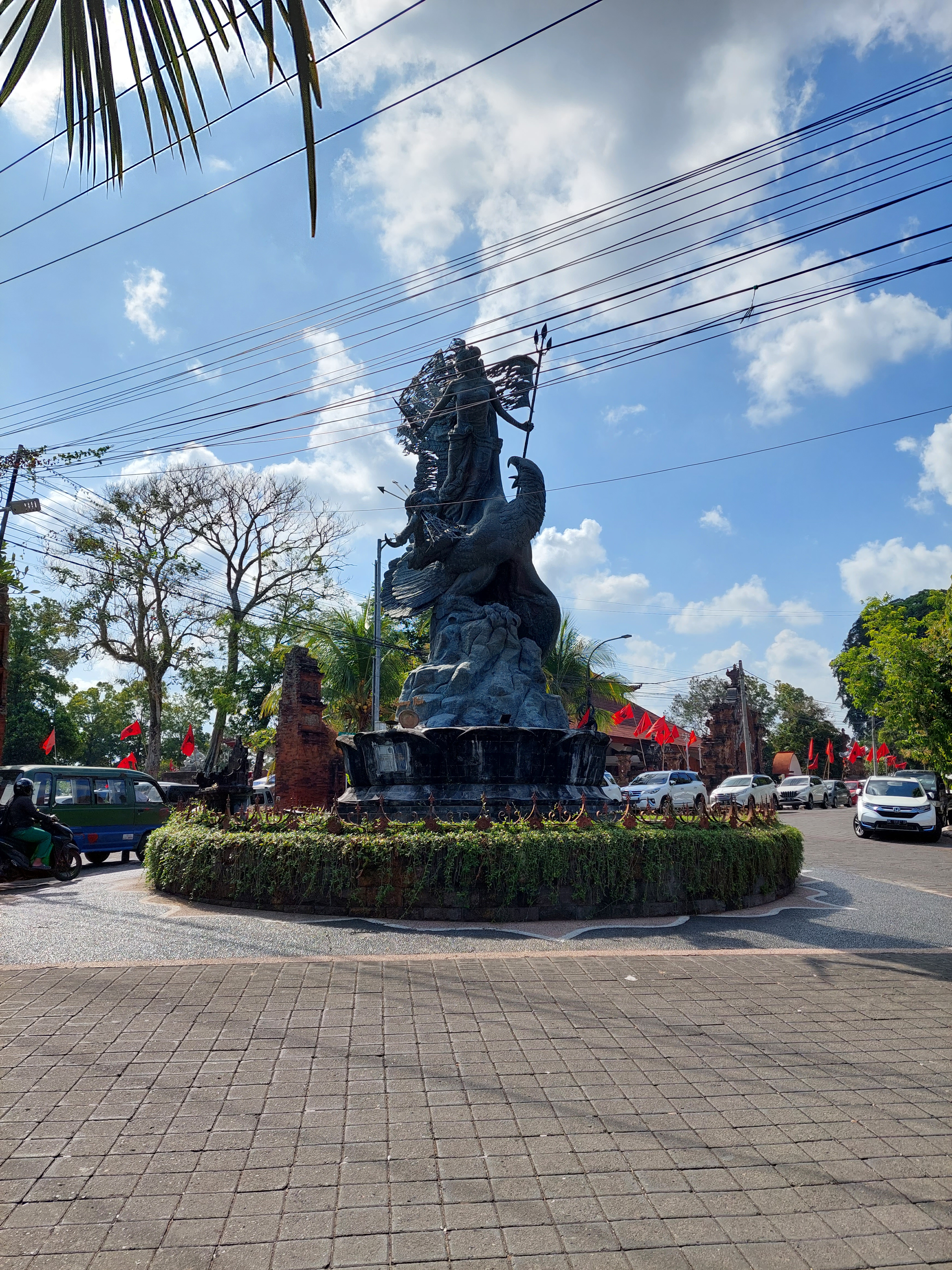
Sagung Wah Statue